# Núi ngầm Stewart
Núi ngầm Stewart hay bãi ngầm Stewart (tiếng Anh: Stewart Seamount hay Stewart Bank; tiếng Trung: 管事暗滩; bính âm: Guǎnshì àntān; Hán-Việt: Quản Sự ám than) là một núi ngầm thuộc Biển Đông. Năm 1924, giữa thời gian thực thi nhiệm vụ bảo vệ quần đảo Philippines, tàu khu trục USS Stewart (DD-224) của Hoa Kỳ đã khảo sát và đặt tên cho núi ngầm này.
Đài Loan và Trung Quốc đều tuyên bố chủ quyền đối với núi ngầm Stewart và xem thực thể địa lý này là một phần của "quần đảo Trung Sa". Philippines cho rằng núi ngầm này thuộc vùng đặc quyền kinh tế của mình.

## Địa lý
Thực chất Stewart là một "núi ngầm" dù rằng trước đây các nhà hàng hải thường gọi là "bãi ngầm". Núi nằm về phía đông bắc của bãi cạn Scarborough và cách mũi Bolinao của Philippines khoảng 80 hải lý (146 km) về phía tây bắc. Stewart dài 35 hải lý (64,8 km, tính từ tây nam lên đông bắc), rộng từ 3 đến 10 hải lý (5,6 đến 18,5 km), "mọc" dốc lên từ độ sâu khoảng 3.658 m dưới biển và có đỉnh là một điểm nằm dưới mặt nước 447 m. Nếu tàu thuyền được trang bị máy hồi âm đo độ sâu thì hoàn toàn thuận lợi trong việc vượt qua khu vực này để tiếp tục hành trình về đất liền.
Nhìn chung độ dốc ở khu vực xung quanh chóp núi khá đồng đều dù có hơi dốc hơn ở phía tây bắc và đông nam. Tuy nhiên, càng đi về phía đông bắc thì độ dốc của hai hướng kia càng hiện rõ, cứ như vậy cho đến một điểm cách chóp núi 10 hải lý (18,5 km) thì khởi phát một rặng núi ngầm dốc về cả hai sườn, rất hẹp (đa phần chỉ rộng khoảng 0,5 hải lý (0,9 km)) nhưng lại dài tới 20 hải lý (37 km).